# 劉萼
刘萼（?—?），金朝大臣，完颜亮时尚书左丞，辽金之际大兴宛平（今北京市西南）人，刘彦宗之子。
辽朝末年，以荫补閤门祗候。金太祖天辅七年（辽天祚帝保大三年、1123年），随父降金，任礼宾使。官至德州（今山东省陵县）防御使。海陵王完颜亮即位，历任左、右宣徽使。贞元元年（1153年），进拜参知政事。贞元三年（1155年），进尚书右丞。为沁南军节度使，历任临洮尹、太原尹。正隆末年，随完颜亮攻南宋，刘萼担任汉南道行营兵马都统制。金世宗大定元年（1161年），为兴中尹，历任顺天、定武军节度使、济南尹，封任国公。后因贪污淫纵放荡为有司所弹劾，自杀未死，削官罢归田里。